# Неварауска, Кристина
Кристине Неварауска (лит. Kristīne Nevarauska; род. 3 марта 1981, Бауска, СССР) — латвийская актриса

 театра и кино.

## Биография
Окончила актёрский курс Латвийской академии культуры. С 2001 по 2005 год работала в Валмиерском драматическом театре, а с 2005 года она работает в театре «Дайлес». Она также принимала участие в нескольких фильмах.
В 2003 году Кристина получила Большой Кристап за роль в фильме «Sauja ložu». В 2004 году она получила премию «Shooting Stars Award», которая ежегодно вручается десяти молодым европейским актерам на Берлинском международном кинофестивале. В 2019 году она получила свой второй приз за лучшую женскую роль на премии «Lielais Kristaps awards».